# پندی مانان
پندی مانان (به انگلیسی: Pindi Mana) یک روستا در پاکستان است که در پنجاب واقع شده‌است. پندی مانان ۱۵۰ کیلومتر مربع مساحت دارد.